# Themistoclesia geniculata
Themistoclesia geniculata är en ljungväxtart som beskrevs av Pedraza. Themistoclesia geniculata ingår i släktet Themistoclesia och familjen ljungväxter. Inga underarter finns listade i Catalogue of Life.